# Cordillera Gabilan
La cordillera Gabilan o la cordillera Gabilán (título original: Gabilan Range) es una subcordillera de la cordillera costera de California en el centro-oeste de California, Estados Unidos con la inclinación hacia el oeste. Su nombre fue oficial el 19 de enero de 1981.
Cabe también destacar, que el nombre que le dieron a la cordillera es un nombre español.

## Ubicación
La cordillera Gabilan se extiende desde la costa del océano Pacífico entre las localidades de Watsonville en el norte y Marina en el sur y que está en el oeste de California y va desde allí en dirección hacia el centro del correspondiente estado. También cabe destacar que recorre de forma paralela a la falla de San Andrés por el sur.
Tiene un área de 2084 km² y se extiende por 79 kilómetros de norte a sur y 68 kilómetros de este a oeste. Tiene además un promedio de altura de 955 metros y su monte más alto es el monte Johnson. Ese monte tiene 1057 metros de altura.

## Geología
El terreno de la cordillera Gabilan está compuesto por granito de diferentes composiciones. Eso demuestra, que fueron productos de erupciones volcánicas, que ocurren a causa de la falla de San Andrés que va más al norte de la cordillera. Como consecuencia se puede decir, que la cordillera es de tipo orogeno.